# Зея (гавань)
Зея (Зейская гавань, греч. Λιμένας Ζέας, прежде — Пасалимани, Пашалимани, Πασαλιμάνι — «гавань паши», Стратиотики) — одна из трёх естественных гаваней Пирея, главного порта Греции. Имеет округлую форму. Расположена в юго-восточной части Пирейского полуострова, между Пирейским холмом и холмом Мунихия (ныне Кастела), к западу от бухты Фалирон в заливе Сароникос Эгейского моря.
Пирей имеет три гавани, заложенные Фемистоклом: Зея, Мунихия (ныне Микролимано) и Пирей, носящий специальное название «Большая гавань» и иначе называвшийся Канфаром («Κάνθαρος» ή «Λιμήν Κανθάρου», ныне Кендрикос — «Центральная»). Зея и Мунихия служили военными гаванями. Здесь было место для стоянки 196 кораблей. Мунихия служила местом стоянки для 82 кораблей. Все три гавани были окружены стеной, которая соединялась с Афинами посредством Длинных стен.
На берегу моря вблизи гавани было особое судилище эфетов, где судили ранее изгнанных из Афин за непредумышленное убийство и совершивших новое убийство. Так как подсудимый не мог вступить в Афины, он прибывал в суд и стоял в лодке. Приговорённого изгоняли на всю жизнь.
Название гавань получила от традиционного греческого злака зея, упоминаемого Геродотом. Согласно его свидетельству, в Египте пекли хлеб из зеи, а пшеницей и ячменем пренебрегали.

## Плавание на летних Олимпийских играх 1896 года
Все соревнования по плаванию на I летних Олимпийских играх проходили 11 апреля 1896 года в холодных открытых средиземноморских водах гавани Зея.

## Археология
В 2002 году стартовал комплексный проект подводных и наземных археологических исследований Zea Harbour Project. Проектом руководит доцент Бьёрн Ловен (Bjørn Lovén) из Копенгагенского университета. Проект является результатом сотрудничества Министерства культуры Греции и Датского института в Афинах. Финансирует проект датский Фонд «Карлсберг». В 2002—2012 годах датские археологи проводили наземные и подводные раскопки в гаванях Зея и Мунихия (Микролимано) в рамках проекта. В гавани Зея археологи обнаружили 15 доков, которые представляли собой крытые пандусы для военных кораблей, каждый из которых был рассчитан на две триремы, которые протянулись на 132 метра вдоль восточной стороны гавани. Доки построены после битвы при Саламине 480 года до н. э., когда афиняне наращивали свой флот с 200 до 400 трирем.
О проекте рассказывается в документальном фильме Би-би-си «Строительство древнего города: Афины и Рим», показанном по телевидению в августе 2015 года.